# Minthosoma janus
Minthosoma janus là một loài ruồi trong họ Tachinidae.